# Коваријантност
Коваријантност физичког закона подразумева да једначина која га описује има исти облик у свим координатним или референтним системима. Коваријантност једначине значи да се обе стране једначине усклађено мењају преласком из једног у други координатни систем.
Величине које се могу коваријантно понашати су тензори, а међу њима вектори и четворовектори чија се коваријантност посебно често користи.

## Особине
Ако је једначина коваријантна, то значи да постоји трансформација која решење једначине у једном координатном систему једнозначно пресликава у одговарајуће решење једначине у другом координатном систему. Група таквих трансформација представља групу симетрије датог физичког закона.

## Примери
- Други Њутнов закон је коваријантан на ротације и транслације.
- Електродинамика је једна од класичних теорија која има коваријантну формулацију. Међутим, коваријантност Максвелових једначина се не види у
- Лоренцова коваријантност неке једначине подразумева њену непроменљивост на Лоренцове трансформације.